# Zevegiin Oidov
Zevegiin Oidov   () fou un lluitador mongol, especialista en lluita lliure, que va competir durant la dècada de 1970.
Durant la seva carrera esportiva va prendre part en tres edicions dels Jocs Olímpics d'Estiu, el 1972, 1976 i 1980. El millor resultat el va obtenir als de 1976, a Montreal, on guanyà la medalla de plata en la competició del pes ploma del programa de lluita lliure.
En el seu palmarès també destaquen tres medalles en el Campionat del Món, d'or el 1974 i 1975 i de bronze el 1977, així com dues medalles en els Jocs Asiàtics, de plata el 1974 i d'or el 1978.